# Mistrzostwa Europy w Łyżwiarstwie Szybkim w Wieloboju 1909
19. mistrzostwa Europy w łyżwiarstwie szybkim w wieloboju odbyły się w dniach 23–24 stycznia 1909 roku w Budapeszcie, na terenie Austro-Węgier. W zawodach brali udział tylko mężczyźni. Zawodnicy startowali na czterech dystansach: 500 m, 1500 m, 5000 m i 10000 m. Pierwszy raz na najwyższym stopniu podium stanął Norweg Oscar Mathisen.

## Uczestnicy
W zawodach wzięło udział 6 łyżwiarzy z 3 krajów. Sklasyfikowanych zostało 4.
| Austro-Węgry | Norwegia | Szwecja |

## Wyniki
- DNS – nie wystartował, DNF – nie ukończył

| Pozycja | Zawodnik        | Kraj         | 500 m     | 5000 m      | 1500 m      | 10000 m      | Suma pkt. |
| ------- | --------------- | ------------ | --------- | ----------- | ----------- | ------------ | --------- |
| 01 !    | Oscar Mathisen  | Norwegia     | 45.6 (1.) | 8:59.5 (2.) | 2:29.9 (1.) | 19:12.0 (2.) | 6         |
| 02 !    | Thomas Bohrer   | Austro-Węgry | 46.7 (3.) | 8:51.9 (1.) | 2:31.3 (2.) | 18:49.4 (1.) | 7         |
| 03 !    | Mauritz Öholm   | Szwecja      | 46.4 (2.) | 9:20.0 (3.) | 2:35.3 (3.) | 19:21.5 (3.) | 11        |
| 4.      | Sigurd Mathisen | Norwegia     | 47.8 (4.) | 9:20.6 (4.) | 2:37.1 (4.) | 20:07.5 (4.) | 16        |
| DNF     | Franz Schilling | Austro-Węgry | 50.6 (6.) | 9:26.0 (5.) | 2:43.0 (5.) | DNF          |           |
| DNS     | Miltiades Manno | Austro-Węgry | 48.7 (5.) | DNS         | 9:59.9 !    | 99:59.9 !    |           |